# ماتئو کوتالی
ماتئو کوتالی (انگلیسی: Matteo Cotali؛ زادهٔ ۲۲ آوریل ۱۹۹۷) بازیکن فوتبال اهل ایتالیا است.
از باشگاه‌هایی که در آن بازی کرده‌است می‌توان به باشگاه فوتبال کالیاری اشاره کرد.